# ۳۰ روز (فیلم ۲۰۰۶)
۳۰ روز (انگلیسی: 30 Days) فیلمی نیجریه‌ای در سبک اکشن و مهیج است که در سال ۲۰۰۶ منتشر شد.